# مارك ديفيز
مارك ديفيز (بالإنجليزية: Mark Davies)‏ (مواليد 18 فبراير 1988 في وولفرهامبتون - إنجلترا) لاعب كرة قدم إنجليزي يلعب حاليا لصالح نادي الدرجة الممتازة بولتون واندررز الإنجليزي منذ 2009 في مركز الوسط المحوري .

## روابط خارجية
- مارك ديفيز على موقع قاعدة بيانات كرة القدم.إي يو (الإنجليزية)
- مارك ديفيز على موقع Soccerbase.com (لاعب) (الإنجليزية)
- مارك ديفيز على موقع عالم كرة القدم.نت (الإنجليزية)
- مارك ديفيز على موقع كووورة